# (9235) Shimanamikaido
(9235) Shimanamikaido est un astéroïde de la ceinture principale.

## Description
(9235) Shimanamikaido est un astéroïde de la ceinture principale. Il fut découvert le 9 février 1997 à Kuma Kogen par Akimasa Nakamura. Il présente une orbite caractérisée par un demi-grand axe de 2,44 UA, une excentricité de 0,16 et une inclinaison de 4,4° par rapport à l'écliptique.

## Compléments